# Новый фронт искусств

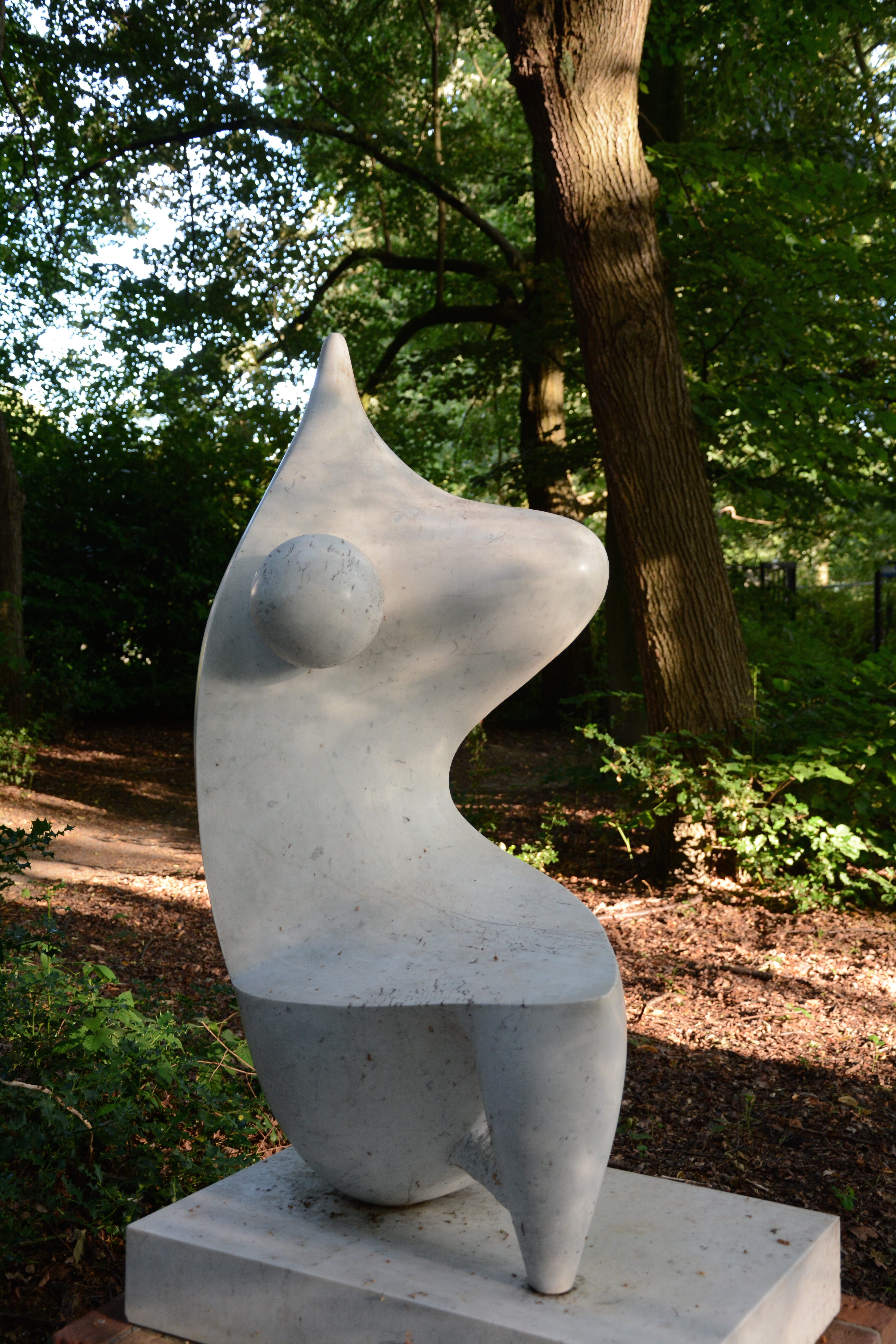
Скульптура Альберто Виане, 1949 год

Новый фронт искусств (итал. Fronte Nuovo delle Arti) — итальянское художественное течение, действовавшее в Венеции, Риме и Милане в послевоенный период (с 1946 по 1950 год). Раскол между абстракционистами и реалистами в конечном итоге привёл к распаду движения.

## Искусство Нового Фронта
Трудно говорить об унитарном стиле Нового фронта искусств, в том числе из-за конфигурации самого движения, которое было отождествлено не с конкретными эстетическими кодами, а скорее с исторической, возрастной принадлежностью поколений. Самое полезное предложение — наблюдать за работой отдельных компонентов движения, но анализ на определённом уровне абстракции возможен.
На выставке «Корпора, Фаццини, Гуттузо, Монахези, Туркато» в декабре 1946 года в Галерее дель Секоло (Рим) пять художников — все принадлежащие к Фронту, кроме Монахези — представили «Манифест неокубизма», опубликованный в каталоге к той же выставке. Здесь они заявляют, что, как и многие другие молодые люди с «другим и изолированным опытом», в Риме, как и в других итальянских городах, они оказались объединёнными в «необходимости выражать реальность через обновление языка», начиная с обучения «В том смысле, что мы можем определить классику современной фигуративной традиции, которая начинается с Сезанна и развивается в фовизме и прежде всего в кубизме». По сути, они не хотят быть кубистами: они учатся на уроках кубизма «образование, дисциплина и формальная совесть», но «не поддаваясь абстракциям», которые заставляют нас забыть о «реальности» и «человеке».
Основным стилевым ориентиром Фронта является «посткубистский» язык (под влиянием стиля Пикассо второй половины 1930-х годов (после картины Герникиа) — и от «Новой школы Парижа», которая объединила кубистскую традицию и фове).
Это не «первый посткубизм» (синтетический кубизм, орфизм …), который в основном поддерживает формальный синтез кубизма. «Второй посткубизм нового фронта» также вводит новый формальный кодекс, который указывает на икастическое представление: «Герника» является его эмблемой, как формальной, так и этической. Более или менее прямо современные работы Жоржа Брака и Анри Матисса будут способствовать созданию основ этого нового художественного языка.
Для того чтобы сформировать представление о представителях искусства Нового фронта, достаточно взглянуть на две комнаты, которые были посвящены ему на Венецианской биеннале 1948 года. Там были выставлены оригинальное размышление о кубизме Ренато Гуттузо, работа Ренато Биролли, также представлявшая собой повествование, но в большей степени встроенное в консолидированный пост-кубистский язык, лирически вызванное повествование Антонио Корпры и Джузеппе Сантомазо, неистовый лиризм Армандо Пиццинато; и ряд других художественных исследований, таких как тотемизм Эннио Марлотти, динамика формальных интерпретаций Эмилио Вдовы и формальных аналогий Джулио Туркато (последние два отличались формой от всех других художников фронта). Наконец, в отношении скульптуры, как пример, можно привести синтез повествовательного пост-кубизма Леонсильо Леонарди, оригинальной архаичности Нино Франчайна и пластиковой органичности Альберто Виане.

## Международный контекст
В США «второй посткубизм» станет отправной точкой для неформального абстрактного экспрессионизма (вместе с учением о синтетизме и сюрреализме, соответственно, о знаке и цвете и о психическом автоматизме).
Во Франции работают художники Парижской школы (художники, на которых повлияли постгерника Пикассо). Это поколение молодых французских художников было представлено в Италии в следующих случаях: Раймон Когниат рассказывал о выставке в Galerie René Drouin в Париже в конце весны 1945 года (на которой присутствовали Андре Фужерон, Леон Гиша, Альфред Манесье, Жан Ле Мол, Пьер Таль-Коат, Эдуард Пиньон), также ссылаясь на Эстева Мориса, Жана Базена и Шарля Лапика, и на выставку «Французская живопись сегодня» в Национальной галерее современного искусства (Рим), где экспонировались их работы (вторая половина 1946 года).
В то же время опыт движения КОБРА захватывает культурные позиции в Европе. Фигуративные схемы пост-кубистского влияния, привитые североевропейской экспрессионистской традицией (анимистической и нарративной, как Эмиль Нольде), которые способны заново предложить сюрреалистический автоматизм посредством знака и жеста. Также КОБРА считается ранним примером абстрактного экспрессионизма.

## История Нового Фронта

### Рождение движения
Второй посткубизм утвердился в Италии в середине 1940-х годов. Его прямые истоки связаны с Римом, Миланом и Венецией. В Риме в середине тридцатых годов с Марино Маццакурати и Коррадо Кальи и их отношениями к кубизму, в начале сороковых годов поиски Джино Северини и, наконец, интуитивные приземления молодых художников, таких как Ренато Гуттузо. В Милане в начале сороковых годов есть Эннио Морлотти и Чезаре Певерелли. В Венеции в конце тридцатых годов работают Марио Делуиджи и Артуро Мартини (последние продемонстрировали результаты своих исследований на биеннале 1942 года).
Говоря о «кубизме» в Италии — обычно связанном с экспрессионистским влиянием, в частности, для работ Гуттузо и Северини. В 1945 году художник Эгидио Бонфанте объединяет первых итальянских посткубистов и определяет их как «реалистический кубизм»: это Гуттузо, Морлотти, Кассинари, Ведова, Певерелли, Аймоне и Тестори. В следующем году сам Бонфанте опубликовал манифест «Arte Cubista» (Edizioni Ateneo, Venezia) вместе с Джути Равенной.
В декабре 1945 года в Милане сформировалось объединение «Argine Numero», которое объединяет Гуттузо, Морлотти, Кассинари, Биролли, Пиццинато и французов Чигине, Дове и Берголли; в конце 1947 года оно переименовывается в объединение «Numero Pittura». О группе есть анонс на миланской выставке «Oltre Guernica» и «Манифесте реализма художников и скульпторов», составленном за месяц до этого и несущем подписи Аймоне, Берголли, Бонфанте, Дова, Морлотти, Паганин, Певерелли, Тавернари, Тестори и Ведова; было подтверждено расстояние от последовательных образований от натурализма экспрессионизма, противодействие конкретизму и определённая преемственность со второй «фазой» Корренте (начало 40-х годов). В мае 1946 года также появился журнал «Il 45».
В октябре 1946 года возник Новый фронт искусств. Группа возникла после серии встреч, проведённых в Венеции, между Эмилио Ведовой, Ренато Биролли, Эннио Морлотти, Армандо Пиццинато, Джузеппе Сантомазо, Альберто Виани и некоторыми критиками, среди которых Джузеппе Марчиори. Их цель состояла в том, чтобы включить новейший европейский опыт в итальянское искусство, преодолев тем самым доминирующие в итальянской культуре позиции, в том числе и те, которые были выражены движением Новеченто. В этом Ведова и Бриолли продолжают опыт художественной группы Corrente, в которой они оба были до войны.

### Внутренние активы и формирования Фронта
В первый период своей жизни Новый фронт искусств был невелик: венецианская база, искусствоведа Джузеппе Марчиори (ответственного за создание отделения и фронта), который не сомневался в расширении группы художников; миланское отделение с Биролли и Морлотти (которые были в Париже), координируемые искусствоведом Стефано Кайролой и самим Марчиори; римский филиал, организованный вокруг фигуры Гуттузо, который оказался преобладающим и самым проблематичным из-за давления на формирования. Именно Гуттузо будет настаивать на характере поколенческой специфики движения и на смене названия с Объединения на Фронт.
- Сентябрь и октябрь 1946 года. Новорожденной группе дано название Новая Итальянская Арт-секция, и 1 октября 1946 года она опубликовала в Венеции свой манифест, написанный Марчиори и подписанный Эмилио Ведовой, Ренато Биролли, Эннио Морлотти, Армандо Пиззинато, Джузеппе Сантомазо. Альберто Виани, Бруно Кассинари, Ренато Гуттузо, Леонсильо, Карло Леви. Впоследствии, по просьбе Гуттузо, группа приняла название Нового фронта искусств. Тот же Гуттузо предлагает включить в объединение Марио Мафаи, Санто Марино и других римских художников, таких как Пьетро Консагра, Перикле Фаццини, и некоторых миланских художников, рекомендованных Биролли и Морлотти (например, Джованни Паганин). Таким образом, Гуттузо стремится создать «единый фронт всех сил в оппозиции к Новеченто». Он всегда рекомендует не требовать «эстетических обязательств», а скорее союза под исторической совестью, возраста и поколения, и говорит, что он поддерживает выражение «artisti promotor», которое подчёркивает открытость движения[4].

- Ноябрь 1946 года: Биролли, Кассинари, Гуттузо, Морлотти, Пиццинато, Сантомазо, Ведова, Леонсильо и Виани, объединившиеся под названием «Секция нового итальянского искусства — фронт нового искусства», начинают отбирать свои работы для выставки января 1947 года.,

- Май 1947 года: Гуттузо предлагает включить в состав фронта в Монакези, Консагру, Кальи, Афро, Мирко (все они относятся к римской секции), Треккани (из Милана) и Морени (из Турина); единственный из них, который какое-то время будет частью собственно фронта.

- Июнь-июль 1947 года: выставка «Новый фронт искусств» в Galleria della Spiga в Милане. Марчиори готовит введение каталога, в который входят художники, подписавшие манифест (кроме Леви и Кассинари, которые сняли своё членство), и к которым добавляются римляне Корпра, Фаццини, Нино Франчина и Туркато. Каталог выставки также содержит очерки Аргана, Гуттузо, Луккезе, Мальтезе, Моравиа, Де Микели, Беттини, Вентури и Вальсекки, которые представляют художников в индивидуальном порядке.

- 1948: художники Фронта (кроме Фаццини), представленные в каталоге Marchiori, вместе участвуют в Венецианской биеннале, первом в послевоенном периоде. Франчина также отсутствует на Международной выставке современного искусства в Болонье.

- 1950: Маттиа Морени входит из фронта, и группа вскоре объявляет о роспуске.

### Роспуск фронта
«Первая национальная выставка современного искусства», состоявшаяся в октябре 1948 года в Болонье, ознаменовалась присутствием ещё более широких пост-кубистских взглядов, чем было представлено на Венецианском биеннале этого года. Художники нового фронта искусств, которые выставлялись там, были следующими: Афро, Кальи и Кассинари, Мирко, Певерелли, Франсес, Чигине, Манделли, Ромити, Бернабе, Боргонцони и Мартина.
В последний день выставки Гуттузо принял участие в дебатах об абстрактных и реалистических перспективах итальянского искусства, открыто выступая на стороне реализма в отношении его работы с Фронтом.
В те годы Италия переживала важные изменения: в середине 1947 года третье правительство Де Гаспери находилось в кризисе, а через несколько месяцев Итальянская коммунистическая партия потерпит поражение на выборах. Пальмиро Тольятти ужесточает позицию партии в отношении роли интеллектуалов, исключая любые уступки абстрактному искусству и иным не преданные социальным и политическим взглядам.
Из коммунистического культурного периодического издания «Rinascita» Тольятти (под псевдонимом Roderigo di Castiglia) с резкими тонами срывает «Первую национальную выставку современного искусства» в Болонье, называя её «коллекцией чудовищных вещей» и «каракулями», На что художники Фронта ответили в следующем номере письмом, вдохновлённым и написанным Гуттузо, в котором подчёркивалась необходимость открытости к различным международным переживаниям, которые с их выразительными особенностями могли бы способствовать борьбе рабочего класса.
В том же году в двух статьях, посвящённых биеннале 1948 года, были высказаны мысли Гуттузо: он говорил о формалистических ориентациях итальянского авангарда, вновь подчёркивая необходимость чёткого разграничения «прибыли от бесполезного и истинного», и предлагал помнить урок Пикассо о том, что «художник должен рассказывать и превозносить предприятия своего времени». И затем, обращаясь к молодым художникам, рекомендовал начать «искать, помимо абстракций и формальных вторжений, способ привязки к новому контенту».
Совокупность этих событий внесла в Фронт вопросы «эстетических тенденций», которые всегда были чужды духу и суждениям движения. Сначала Пиззинато, а затем Гуттузо отвергают абстракцию и объявляют об отказе от Фронта, который официально распущен 3 марта 1950 года в Венеции.
Декларация о роспуске Фронта является моральным актом, который возвращает художественную деятельность к «индивидуальным обязанностям» между теми, кто защищал «политичность, в каждом проявлении жизни и, следовательно, также в искусстве» и кто поддерживал "его свободу [ «искусство]». Основные заявления сопровождались индивидуальными заявлениями Сантомазо, Ведова и Пиццинато.
На биеннале 1950 года художники Фронта отчётливо участвуют в двух группах: реалисты, приверженцы эстетической ортодоксальности Коммунистической партии Италии и абстракционисты, которые утверждают, что свобода выбора художников превосходит все идеологические условия. Из этой второй группы в 1952 году родится Группа восьми, члены которой в той или иной степени станут продолжателями идеологии Фронта.